# 新垣貴之
新垣 貴之（あらかき たかゆき、1996年8月12日 - ）は、沖縄県那覇市出身のサッカー選手。ポジションはミッドフィールダー。沖縄県社会人サッカーリーグ1部・FCセリオーレ所属。

## 来歴
流通経済大学では3年次の2017年に全日本大学選手権で優勝。自身もベストMF賞に選出された。
2019年、ギラヴァンツ北九州に加入。2020年8月19日に行われたJ2リーグ第13節大宮戦でプロ初ゴールを決めた。
2021年12月28日、モンテディオ山形への完全移籍が発表された。
2022年11月15日、右肩関節反復性脱臼で全治6ヶ月の診断を受けて手術を行った。チームは同年12月8日に2023年シーズンに向けた契約の更新を発表した。
2024年、期限付き移籍でFC岐阜に加入。同年12月、期限付き移籍期間満了により岐阜を退団。所属元の山形からも契約満了による退団が発表された。
2025年1月17日、現役引退を発表したものの、同年2月7日、沖縄県社会人サッカーリーグ1部所属のFCセリオーレに新加入選手として入団することが発表された。ただしプロとしての引退を撤回して現役復帰するという形式ではなく、あくまでアマチュア選手としての入団としている。

## 所属クラブ
- 2009年 - 2011年 那覇市立小禄中学校
- 2012年 - 2014年 流通経済大学柏高等学校
- 2015年 - 2018年 流通経済大学
  - 2016年 流通経済大学ドラゴンズ龍ケ崎
- 2019年 - 2021年  ギラヴァンツ北九州
- 2022年 - 2024年  モンテディオ山形
  - 2024年  FC岐阜 （期限付き移籍）
- 2025年  FCセリオーレ

## 個人成績
| 国内大会個人成績 | 国内大会個人成績 | 国内大会個人成績 | 国内大会個人成績 | 国内大会個人成績 | 国内大会個人成績 | 国内大会個人成績 | 国内大会個人成績 | 国内大会個人成績 | 国内大会個人成績 | 国内大会個人成績 | 国内大会個人成績 |
| 年度             | クラブ           | 背番号           | リーグ           | リーグ戦         | リーグ戦         | リーグ杯         | リーグ杯         | オープン杯       | オープン杯       | 期間通算         | 期間通算         |
| 年度             | クラブ           | 背番号           | リーグ           | 出場             | 得点             | 出場             | 得点             | 出場             | 得点             | 出場             | 得点             |
| 日本             | 日本             | 日本             | 日本             | リーグ戦         | リーグ戦         | リーグ杯         | リーグ杯         | 天皇杯           | 天皇杯           | 期間通算         | 期間通算         |
| ---------------- | ---------------- | ---------------- | ---------------- | ---------------- | ---------------- | ---------------- | ---------------- | ---------------- | ---------------- | ---------------- | ---------------- |
| 2016             | 流経大D          | 13               | JFL              | 14               | 1                | -                | -                | -                | -                | 14               | 1                |
| 2018             | 流経大           | 10               | -                | -                | -                | -                | -                | 2                | 0                | 2                | 0                |
| 2019             | 北九州           | 14               | J3               | 30               | 0                | -                | -                | 1                | 0                | 31               | 0                |
| 2020             | 北九州           | 14               | J2               | 32               | 4                | -                | -                | -                | -                | 32               | 4                |
| 2021             | 北九州           | 14               | J2               | 33               | 3                | -                | -                | 0                | 0                | 33               | 3                |
| 2022             | 山形             | 14               | J2               | 9                | 0                | -                | -                | 1                | 0                | 10               | 0                |
| 2023             | 山形             | 14               | J2               | 2                | 0                | -                | -                | 2                | 0                | 4                | 0                |
| 2024             | 岐阜             | 38               | J3               | 27               | 2                | 0                | 0                | 2                | 1                | 29               | 3                |
| 2025             | セリオーレ       | 15               | 沖縄1部          |                  |                  | -                | -                |                  |                  |                  |                  |
| 通算             | 日本             | 日本             | J2               | 76               | 7                | -                | -                | 3                | 0                | 79               | 7                |
| 通算             | 日本             | 日本             | J3               | 57               | 2                | 0                | 0                | 3                | 1                | 60               | 3                |
| 通算             | 日本             | 日本             | JFL              | 14               | 1                | -                | -                | -                | -                | 14               | 1                |
| 通算             | 日本             | 日本             | 他               | -                | -                | -                | -                | 2                | 0                | 2                | 0                |
| 総通算           | 総通算           | 総通算           | 総通算           | 147              | 10               | 0                | 0                | 8                | 1                | 155              | 11               |

- Jリーグ初出場 - 2019年3月10日 J3第1節 対FC東京U-23戦（ミクニワールドスタジアム北九州）
- Jリーグ初得点 - 2020年8月19日 J2第13節 対大宮アルディージャ戦（NACK5スタジアム大宮）

## タイトル

### クラブ
流通経済大学
- 全日本大学サッカー選手権大会（2017年）

ギラヴァンツ北九州
- J3リーグ（2019年）

### 個人
- 全日本大学サッカー選手権大会・ベストMF（2017年）